# Bhattiprolu
Bhattiprolu, zapisywane również jako Bhaṭṭiprōḷu – rodzaj pisma brahmi, którego inskrypcje znaleziono we wsi Bhattiprolu, w dystrykcie Guntur, w stanie Andhra Pradesh, w Indiach.
Odkrycie pisma miało miejsce w trakcie wykopalisk, które w 1870 roku zostały przeprowadzone przez Waltera Elliota, Roberta Sewella i Alexandra Rea.

## Pismo

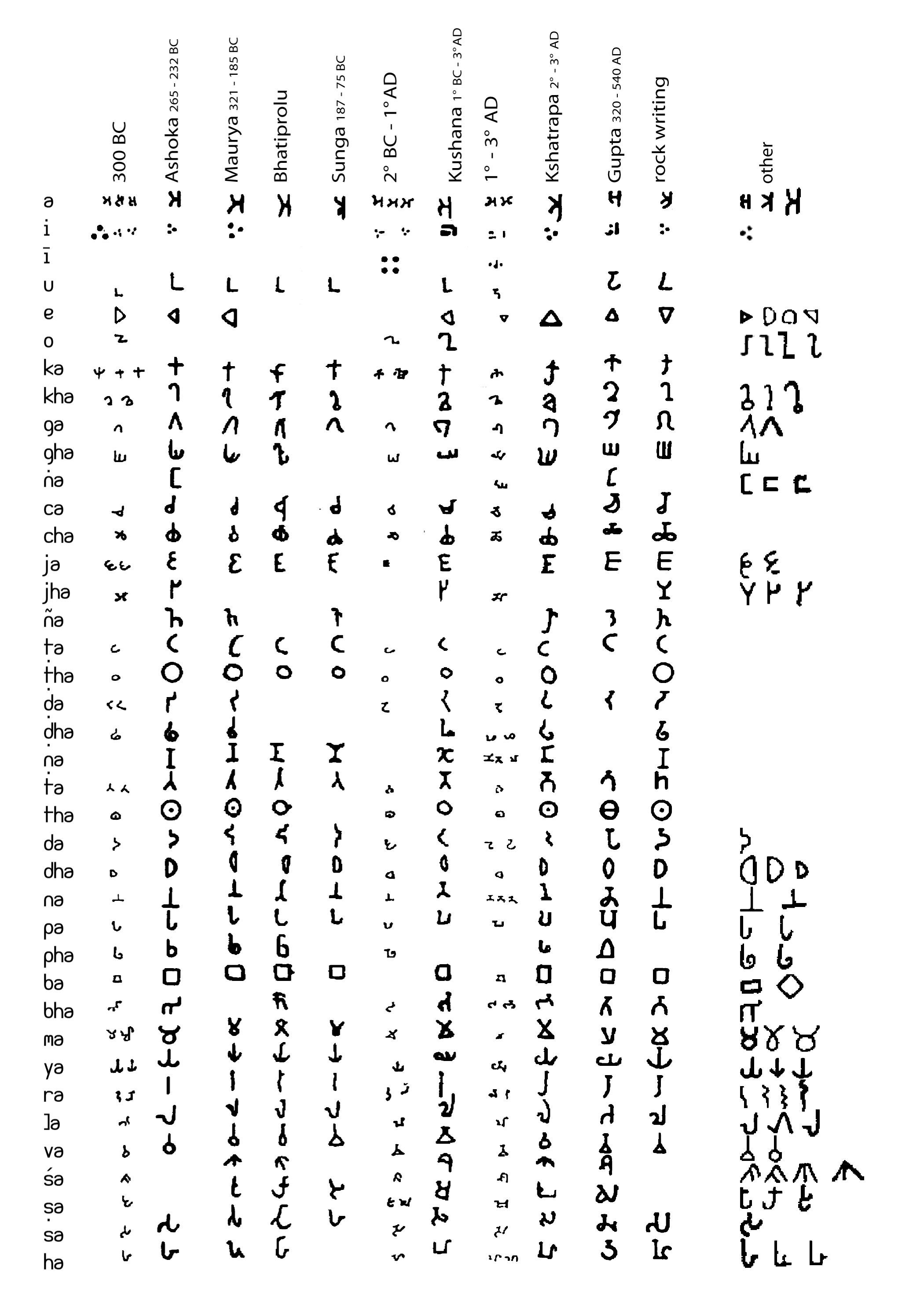
Pismo brahmi i pochodzące od niego alfabety indyjskie, w tym bhrattiprolu

Pismo datowane jest na okres od III do I wieku p.n.e. Jest to najwcześniejszy dowód na istnienie pisma brahmi w południowych Indiach.
Pismo bhrattiprolu wskazuje systemowe, ale nie paleograficzne podobieństwo do tamilskiego pisma brahmi. Według Richarda Salomona pismo bhrattiprolu pierwotnie wynaleziono do zapisu języka drawidyjskiego, ale zostało ono ponownie zastosowane do zapisu w praktyce indoaryjskiej. Stąd zarówno pismo Bhattiprolu, jak i tamilskie brahmi zawierają wspólne modyfikacje, które pozwalają na reprezentację języków drawidyjskich.
Bhattiprolu różni się od standardowego brahmi pod dwoma istotnymi względami. Po pierwsze budowa zapisu pięciu spółgłosek, a mianowicie gha, ja, ma, la i sa (lub sa)m, jest radykalnie inna. Na przykład znak „ma” jest odwrócony do góry nogami w porównaniu ze standardową formą litery. Drugą osobliwością pisma Bhattiprolu jest system zapisu samogłosek pospółgłoskowych „a” i „aa”. Co wyjątkowe, spośród wszystkich wczesnych pism indyjskich, w Bhattiprolu odrzucono ówczesny system samogłosek, a spółgłoska po której następuje „a” ma znacznik samogłoskowy w postaci krótkiej poziomej kreski w prawym górnym rogu, podobnej do znaku „a” w standardowym brahmi.